# Trophée Jeff-Nicklin
Le trophée Jeff-Nicklin (Jeff Nicklin Memorial Trophy) est un trophée remis annuellement au joueur considéré le meilleur de la division Ouest de la Ligue canadienne de football (LCF), choisi parmi les candidats proposés par chaque équipe de la division. C'est le gagnant de ce trophée, ou celui du trophée Terry-Evanshen pour la division Est, qui sera choisi joueur par excellence de la Ligue canadienne de football.
Le trophée Jeff-Nicklin a été donné à la Western Interprovincial Football Union en 1946 par le 1er Bataillon canadien de parachutistes, en mémoire de leur commandant, le lieutenant-colonel Jeff Nicklin, mort au combat le 24 mars 1945. Nicklin était un ailier défensif vedette des Blue Bombers de Winnipeg avant de commencer son service militaire.
Au début, le trophée a été décerné au joueur de la division Ouest considéré le plus utile à son équipe. Depuis 1973, il est décerné au joueur par excellence de la division Ouest. Pour la saison 1995, le trophée a été remis au meilleur joueur de la division Nord, qui n'a existé que cette année-là.

## Lauréats
Pour la signification des abréviations, voir Glossaire des positions au football canadien.
- 1946 - Bill Wusyk (RÉ), Stampeders de Calgary
- 1947 - Bob Sandberg (DO), Blue Bombers de Winnipeg
- 1948 - Keith Spaith (QA), Stampeders de Calgary
- 1949 - Keith Spaith (QA), Stampeders de Calgary
- 1950 - Lindy Berry (QA), Eskimos d'Edmonton
- 1951 - Glenn Dobbs (QA), Roughriders de la Saskatchewan
- 1952 - Jack Jacobs (QA), Blue Bombers de Winnipeg
- 1953 - John Henry Johnson (DO), Stampeders de Calgary
- 1954 - Jackie Parker (DO), Eskimos d'Edmonton
- 1955 - Ken Carpenter (DO), Roughriders de la Saskatchewan
- 1956 - Jackie Parker (QA), Eskimos d'Edmonton
- 1957 - Jackie Parker (QA), Eskimos d'Edmonton
- 1958 - Jackie Parker (QA), Eskimos d'Edmonton
- 1959 - Jackie Parker (QA), Eskimos d'Edmonton
- 1960 - Jackie Parker (QA), Eskimos d'Edmonton
- 1961 - Jackie Parker (QA), Eskimos d'Edmonton
- 1962 - Eagle Day (QA), Stampeders de Calgary
- 1963 - Joe Kapp (QA), Lions de la Colombie-Britannique
- 1964 - Tom Brown (SEC), Lions de la Colombie-Britannique
- 1965 - George Reed (DO), Roughriders de la Saskatchewan
- 1966 - Ron Lancaster (QA), Roughriders de la Saskatchewan
- 1967 - Peter Liske (QA), Stampeders de Calgary
- 1968 - Ron Lancaster (QA), Roughriders de la Saskatchewan
- 1969 - Ron Lancaster (QA), Roughriders de la Saskatchewan
- 1970 - Ron Lancaster (QA), Roughriders de la Saskatchewan
- 1971 - Don Jonas (QA), Blue Bombers de Winnipeg
- 1972 - Mack Herron (DO), Blue Bombers de Winnipeg
- 1973 - George McGowan (RÉ), Eskimos d'Edmonton
- 1974 - Tom Wilkinson (QA), Eskimos d'Edmonton
- 1975 - Willie Burden (DO), Stampeders de Calgary
- 1976 - Ron Lancaster (QA), Roughriders de la Saskatchewan
- 1977 - Jerry Tagge (QA), Lions de la Colombie-Britannique
- 1978 - Tom Wilkinson (QA), Eskimos d'Edmonton
- 1979 - Waddell Smith (RÉ), Eskimos d'Edmonton
- 1980 - Dieter Brock (QA), Blue Bombers de Winnipeg
- 1981 - Dieter Brock (QA), Blue Bombers de Winnipeg
- 1982 - Tom Scott (DI), Eskimos d'Edmonton
- 1983 - Warren Moon (QA), Eskimos d'Edmonton
- 1984 - Willard Reaves (DO), Blue Bombers de Winnipeg
- 1985 - Mervyn Fernandez (RÉ), Lions de la Colombie-Britannique
- 1986 - James Murphy (RÉ), Blue Bombers de Winnipeg
- 1987 - Brian Kelly (RÉ), Eskimos d'Edmonton
- 1988 - David Williams (en) (RÉ), Lions de la Colombie-Britannique
- 1989 - Tracy Ham (en) (QA), Eskimos d'Edmonton
- 1990 - Craig Ellis (DI), Eskimos d'Edmonton
- 1991 - Doug Flutie (QA), Lions de la Colombie-Britannique
- 1992 - Doug Flutie (QA), Stampeders de Calgary
- 1993 - Doug Flutie (QA), Stampeders de Calgary
- 1994 - Doug Flutie (QA), Stampeders de Calgary
- 1995 - Dave Sapunjis (en) (DI), Stampeders de Calgary
- 1996 - Robert Mimbs (DO), Roughriders de la Saskatchewan
- 1997 - Jeff Garcia (QA), Stampeders de Calgary
- 1998 - Kelvin Anderson (en) (DO), Stampeders de Calgary
- 1999 - Allen Pitts (DI), Stampeders de Calgary
- 2000 - Dave Dickenson (QA), Stampeders de Calgary
- 2001 - Kelvin Anderson (en) (DO), Stampeders de Calgary
- 2002 - Milt Stegall (DI), Blue Bombers de Winnipeg
- 2003 - Dave Dickenson (QA), Lions de la Colombie-Britannique
- 2004 - Casey Printers (QA), Lions de la Colombie-Britannique
- 2005 - Corey Holmes (en) (DO), Roughriders de la Saskatchewan
- 2006 - Geroy Simon (DI), Lions de la Colombie-Britannique
- 2007 - Kerry Joseph (QA), Roughriders de la Saskatchewan
- 2008 - Henry Burris (QA), Stampeders de Calgary
- 2009 - Joffrey Reynolds (DO), Stampeders de Calgary
- 2010 - Henry Burris (QA), Stampeders de Calgary
- 2011 - Travis Lulay (QA), Lions de la Colombie-Britannique
- 2012 - Jon Cornish (DO), Stampeders de Calgary
- 2013 - Jon Cornish (DO), Stampeders de Calgary
- 2014 - Solomon Elimimian (SEC), Lions de la Colombie-Britannique
- 2015 - Bo Levi Mitchell (QA), Stampeders de Calgary
- 2016 - Bo Levi Mitchell (QA), Stampeders de Calgary
- 2017 - Michael Reilly (QA), Eskimos d'Edmonton
- 2018 - Bo Levi Mitchell (QA), Stampeders de Calgary
- 2019 - Cody Fajardo (QA), Roughriders de la Saskatchewan
- 2020 - Saison annulée
- 2021 - Zach Collaros (QA), Blue Bombers de Winnipeg
- 2022 - Zach Collaros (QA), Blue Bombers de Winnipeg[1]
- 2023 - Brady Oliveira (DO), Blue Bombers de Winnipeg[2]
- 2024 - Brady Oliveira (DO), Blue Bombers de Winnipeg[3]